# Liste von Orten des hebräischen Buchdrucks im 15. und 16. Jahrhundert in Europa
Die Liste hebräischer Buchdruckorte des 15. und 16. Jahrhunderts in Europa enthält eine chronologische Auflistung von Orten in Europa, an denen im 15. und 16. Jahrhundert hebräische Officine (Buchdruckereien) nachgewiesen sind. Aus diesem Zeitraum sind mehr als 1000 Drucke in hebräischer Sprache und Schrift bekannt. Einbezogen sind hebräisch-jüdische, hebräisch-christliche und jiddische Drucke. Damit wird dem Umstand Rechnung getragen, dass einige christliche Drucker konvertierte Juden waren, jüdische Lektoren von christlichen Druckern beschäftigt wurden, jüdische Texte in Kommission bei christlichen Druckern erschienen, nationalsprachige Prosaliteratur für einen jüdischen Kundenkreis mit hebräischen Lettern und beispielsweise in Hijar jüdische Texte mit lateinischen Lettern gedruckt wurden.
| Zeitraum      | Ort                  | Herrschaft                                | Drucker | Publikationen | Beschreibung |
| ------------- | -------------------- | ----------------------------------------- | --- | ------------- | --- |
| 1475          | Reggio di Calabria   | Königreich Neapel                         | Abraham ben Yitzhak ben Garton | 1             | Der Pentateuch (Titel: Pirusch al ha-Thora, datiert Februar 1475) ist der erste datierte hebräische Wiegendruck. Ein einziges Exemplar hat sich in der Bibliothek von Parma erhalten. Weitere Drucke des Abraham ben Yitzhak ben Garton sind nicht bekannt. |
| 1475          | Piove di Sacco       | Republik Venedig                          | Meshullam Cusi Rafa ben Moses Jacob, seine beiden Söhne und seine Witwe Devorah                                                                     | 1             | Meshullam Cusi Rafa ben Moses Jacob druckte im Juli 1475 im venetischen Piove di Sacco den zweiten datierten hebräischen Wiegendruck, den ersten Band von Jacob ben Asher's Arba'ah Turim. Die Söhne und die Witwe druckten die beiden folgenden Bände. Nach der Inhaftierung der Söhne besorgte die Witwe Devorah als erste jüdische Buchdruckerin den Druck des vierten Bandes, dem sie eine Klage über das Schicksal ihrer Familie anfügte. |
| 1476–1590     | Mantua               | Herzogtum Mantua                          | Abraham Conat (auch: Konath) und seine Frau Estellina                                                                                               | 6             | Von Abraham Conat und seiner Frau Estellina sind sechs Drucke bis 1480 bekannt. Die Anfänge der Offizin der Conats gehen möglicherweise auf das Jahr 1474 zurück. Im 16. Jahrhundert etablierten sich bis 1590 wiederholt jüdische Buchdruckereien in Mantua. |
| 1470er Jahre  | Toledo               | Königreich Kastilien                      | Juan de Lucena von Marrano und seine vier Töchter                                                                                                   | unbekannt     | Nach den Akten der Inquisition wurden Juan de Lucena von Marrano und seine vier Töchter angeklagt, vor 1480 in Toledo und im nahegelegenen Dorf Montalban hebräische Bücher gedruckt zu haben. Keines dieser Bücher ist erhalten. Aufgrund der Gerichtsakten gilt Juan de Lucena von Marrano als der erste hebräische Buchdrucker auf der Iberischen Halbinsel. Dem stehen zwei anonyme undatierte, von der Typografie her sehr frühe Texte entgegen. |
| 1476–1482     | Guadalajara          | Königreich Kastilien                      | Solomon ben Moses ha-Levi ibn Alkabetz | 20            | Solomon ben Moses ha-Levi ibn Alkabetz druckte 1476 den Tora-Kommentar von Raschi, den ältesten überkommenen hebräischen Buchdruck der iberischen Halbinsel. Der Guadalajara-Offizin werden bis 1482 20 Drucke zugeschrieben. 1492 erfolgte mit der Vertreibung der Juden aus Spanien das Ende des dortigen hebräischen Wiegendrucks. |
| 1477-1561     | Ferrara              | Herzogtum Ferrara                         | Abraham Ben-Hajjim dei Tintori da Pesaro | mehr als 50   | Abraham Ben-Hajjim dei Tintori da Pesaro druckte im Mai und Juli 1477 in Ferrara zwei hebräische Titel. Nach Ginsburg war er bereits 1473 und 1474 als hebräischer Drucker aktiv. Mehr als 50 weitere hebräische Titel folgten im 16. Jahrhundert bis zu Abraham Usque 1561. |
| 1477-1540     | Bologna              | Kirchenstaat                              | Hayyim Mordecai, Hezekiah de Ventura, Abraham Ben-Hajjim dei Tintori da Pesaro                                                                      | 2             | Hayyim Mordecai, Hezekiah de Ventura besorgten 1477 eine Ausgabe der Psalmen. 1482 druckte Abraham Ben-Hajjim dei Tintori da Pesaro einen Pentateuch. |
| vor 1480-1581 | Rom                  | Kirchenstaat                              | Obadja, Manasse und Benjamin von Rom | ca. 20        | Sechs bis möglicherweise zwölf anonym erschienene hebräische Drucke ohne Jahreszahl können aufgrund von Vergleichen der Typen und von Untersuchungen der Wasserzeichen des Papiers römischen Offizinen zugeordnet werden. Gemeinhin bestand der Konsens, dass sechs dieser Drucke vor 1480 erfolgten. Als frühestes Druckdatum wurde 1465 angeführt. In der neueren Forschung wird der Zeitraum auf 1469 bis 1472 eingegrenzt. Ein Beleg für einen nicht erhaltenen Druck datiert von 1485. Namentlich als Drucker fassbar sind in einem einzigen Kolophon Obadja, Manasse und Benjamin von Rom. Im 16. Jahrhundert waren in Rom keine Druckereien in jüdischem Besitz gestattet. Ab etwa 1508 bis 1581 erschienen vereinzelte hebräisch-jüdische Drucke bei christlichen Druckern wie Jacobus Mazochi und Francesco Zanetti. |
| 1482–1490     | Híjar                | Krone Aragon                              | Abraham Maimon Zanete, Eliezer ben Abraham Alantansi                                                                                                | 6             | In der gerade 150 Personen umfassenden jüdischen Gemeinde von Híjar wurden zwischen 1482 und 1492 acht hebräische und jiddische Schriften, die beiden letzten mit lateinischen Lettern, gedruckt. Die Produktion in Hijar endete mit der Vertreibung der Juden aus Spanien. |
| 1483–1497     | Soncino              | Herzogtum Mailand                         | Gershon Soncino und Familie | 26            | Der deutschstämmige Gershon Soncino, der sich nach dem Standort seiner Offizin benannte, war der bedeutendste Drucker seiner weitverzweigten Familie. |
| 1486          | Casalmaggiore        | Republik Venedig                          | Joshua Solomon Soncino | 1             | Von 1486 druckte Joshua Solomon Soncino einen Titel in Castelmaggiore. Der Ort hatte eine besondere Bedeutung für die Soncino-Familie, da sie eine Abbildung des Stadtturmes von Castelmaggiore in ihre Druckermarke aufnahm. |
| 1487–1492     | Faro                 | Königreich Portugal                       | Samuel Gacon | 20            | Samuel Gacon druckte 1487 erstmals in Faro, ein Jahr vor Eliezer Toledo, einen Pentateuch. Seiner Offizin werden maximal 22 Drucke zugeschrieben. Die Vertreibung der Juden aus Portugal, und damit das Ende des dortigen hebräischen Wiegendrucks, erfolgte 1497. |
| 1487          | Zamora               | Königreich Portugal                       | Samuel ben Samuel ibn Musa | 1             | Samuel ben Samuel ibn Musa druckte 1487 in Zamora ebenfalls einen Pentateuch. |
| 1491-1494     | Brescia              | Republik Venedig                          | Gershon Soncino | 4             | Gershon Soncino druckte zwischen 1491 und 1494 vier Titel in Brescia. 1495 folgte möglicherweise ein fünfter Titel. |
| 1488-1491     | Neapel               | Königreich Neapel                         | Joseph Günzenhäuser, Yom-Tob ben Perez, Solomon ben Perez, Isaac ben Judah ibn Katorzi, Joshua Solomon Soncino, Azriel Günzenhäuser                 | 11            | Zwischen 1488 und 1491 entwickelte sich ein kurz aufblühendes hebräisch-jüdisches Buchwesen in Neapel. |
| 1489–1492     | Lissabon             | Königreich Portugal                       | Eliezer Toledano | 12            | Eliezer Toledano druckte 1489 in Lissabon Moses ben Nahman's Perush ha-Torah. Er gilt als erster Buchdrucker Portugals. Die Vertreibung der Juden aus Portugal erfolgte 1497. |
| 1492–1495     | Leiria               | Königreich Portugal                       | Abrahan d'Ortas | 3             | Abraham d'Ortas druckte in den Jahren vor der Vertreibung der Juden aus Portugal drei hebräische Titel in Leiria. |
| 1493–1599     | Konstantinopel       | Osmanisches Reich                         | David und Schmuel ibn Nachmias, Nachfolger | unbestimmt    | Die Gebrüder ibn Nachmias sollen aus Spanien über Neapel nach Konstantinopel gelangt sein, was aus der gleichzeitigen Verwendung hispanischer und neapolitanischer Lettern gefolgert wird. Mit dem Datum des 13. Dezember 1493 im Kolophon verlegten sie Jacob ben Asher's Arba'ah Turim in einem zweikolummnigen Druck über 800 Seiten. Bis 1860 sind für Istanbul 809 hebräische Drucke nachgewiesen, wobei die tatsächliche Produktion wesentlich höher anzusetzen ist. Istanbul war bis 1600 in Konkurrenz zu Venedig der zweitwichtigste Druckort hebräischer Schriften. |
| 1496-1497     | Barco (Firenzuola)   | Republik Florenz                          | Gershon Soncino | 2             | 1496 und 1497 druckte Gershon Soncino zwei hebräisch-jüdische Titel in Barco. |
| 1503–1506     | Fano                 | Kirchenstaat                              | Familie Soncino | mehr als 10   | Die Familie Soncino druckte 1503–1506 in Fano. |
| 1506–1514     | Pforzheim            | Markgrafschaft Baden                      | Thomas Anshelm | 1             | Auf Anregung von Johannes Reuchlin begann der Christ Thomas Anshelm 1506 mit aus Italien bezogenen hebräischen Lettern die De rudimentis hebraicis libri III zu drucken. |
| 1507–1520     | Pesaro               | Herzogtum Mailand, Herzogtum Urbino       | Familie Soncino | Publikationen | Die Soncino-Familie druckte 1507–1520 mit Unterbrechungen und Tätigkeit an anderen Orten in Pesaro. |
| 1508–1599     | Paris                | Königreich Frankreich                     | Gilles de Gourmont und Robert de Gourmont | etwa 200      | Die von Gilles und Robert de Gourmont, christlichen Buchdruckern der Universität von Paris, aufgelegten Drucke eines Alphabets und einer Grammatik sind die ersten bekannten hebräischen Buchdrucke aus Paris. |
| 1512          | Tübingen             | Herzogtum Württemberg                     | Thomas Anshelm | 1             | Die von dem christlichen Buchdrucker Anshelm in Tübingen besorgte Ausgabe der sieben Bußpsalmen mit hebräischen Lettern nach italienischen Vorbildern gilt als erster längerer, durchgehender in Deutschland gedruckter hebräischer Text. Eine Mitarbeit von Juden ist nicht bekannt. |
| 1512–1599     | Prag                 | Heiliges Römisches Reich                  | Gerson ben Salomo Kohen und Familie, Chajim Schwarz, Moses ben Katriel Weißwasser                                                                   | Publikationen | Mit einem Gebetbuch des Druckers Gerson (eigentlich Gerschuni) ben Salomo Kohen etablierte sich Prag als erster Ort des hebräischen Buchdruckes nördlich der Alpen. Die Offizin wurde durch die Söhne Salomo und Mardochai und deren Nachkommen, die Gersoniden, fortgeführt. Chajim Schwarz und Moses ben Katriel Weißwasser sind als einzige weitere selbstständige Buchdrucker bekannt. |
| 1512–1599     | Saloniki             | Osmanisches Reich                         | Don Judah Gedaliah und sein Sohn Moses, Moses Soncino, Gershom, Eliezer, Solomon und Joseph Jabez                                                   | Publikationen | 1512 gelangte der aus Portugal vertriebene Don Judah Gedaliah mit seinem Sohn Moses und einer Tochter nach Saloniki. Zuvor als Setzer in der Offizin des Eliezer Toledano in Lissabon tätig, brachte er typografisches Material mit. 1525 siedelte Moses Soncino aus Rimini über, 1527 folgten Angehörige Gershon Soncinos und 1543 die aus Spanien vertriebenen Solomon und Joseph Jabez. Saloniki etablierte sich bis in die heutige Zeit als wichtiger hebräischer Verlagsort. |
| 1512–1599     | Venedig              | Republik Venedig                          | Daniel Bomberg, Marc Antonio Giustinian, Alvise und Giovanni Bragadin, Guillaume Le Bé, Mateo und Daniel Zanetti, Giovanni di Gara, Giovanni Griffo | mehr als 400  | Daniel Bomberg, ein Christ aus Antwerpen, erhielt 1515 in Venedig für zehn Jahre das Privileg, hebräische Bücher zu drucken. Allein aus seiner Offizin sind bis 1546 mehr als 230 Titel bekannt. 1519 bis 1523 druckte Bomberg den ersten vollständigen Talmud. |
| 1512–1544     | Frankfurt am Main    | Freie Reichsstadt                         | Anthonius Margaritha | 3             | Bereits 1512 erschienen in Frankfurt zwei hebräische Titel im Blockdruck. Der Konvertit Anthonius Margaritha besorgte 1544 den ersten Druck in Frankfurt mit beweglichen hebräischen Lettern. |
| 1514–1541     | Augsburg             | Freie Reichsstadt                         | Johannes Boeschenstein, Chajjim Schwarz | 22            | Der christliche Drucker Johannes Boeschenstein druckte in Augsburg zwischen 1514 und 1524 12 hebräische Titel. Der aus Oels zugezogene Chajjim Schwarz druckte in Augsburg bis 1541 zehn hebräische Titel. 1542 verzog er nach Ferrara, konnte sich dort jedoch nicht etablieren. |
| 1516-1522     | Hagenau              | Freie Reichstatt                          | Thomas Anshelm | 4             | Aufgrund drohender Kriegswirren verlegte Thomas Anshelm seine bis 1522 bestehende Druckerei 1516 nach Hagenau im Elsass. 1518 druckte er dort den ersten hebräischen Text mit musikalischen Notationen. |
| 1516–1599     | Basel                | Alte Eidgenossenschaft                    | Shem Tov Ibn Shaprutt, Elieser Ben Naphtali Herz Treves und Nachfolger                                                                              | mehr als 100  | Obwohl ein Ansiedlungsverbot für Juden seit 1398 bestand, entwickelte sich Basel zwischen 1557 und 1612 in Kooperation mit dortigen Verlegern zu einem wichtigen Druckort hebräischer Schriften. Zuvor gaben bereits ab 1516 Konrad Pelikan, Adam Petri, Johann Froben, Hyeronimus Froben 109 hebräische Texte heraus. |
| 1518–1599     | Köln                 | Freie Reichsstadt                         | Jakob Soter, Walther Fabritius, Johann von Aich, Maternus Cholinus, Arnold Birckmann                                                                | 33            | Mit einem viersprachigen Psalter, gedruckt von Jakob Soter, begann der hebräische Buchdruck in Köln. Der zum Christentum übergetretene Wetzlaer Rabbi Isaak Levita, der den christlichen Vornamen Johannes annahm, verlegte und redigierte ab 1553 als Professor für Hebräisch in Köln hebräische Texte. Nach Stephen G. Burnett erschienen in Köln bis 1599 33 hebräische Drucke. |
| 1519          | Ortona               | Königreich Neapel                         | Gershom Soncino | 3             | Die Soncino-Familie druckte 1519 in Ortona. |
| 1521-1526     | Rimini               | Kirchenstaat                              | Gershom Soncino | 6             | Gershom Soncino druckte als letztem Ort in Italien in Italien zwischen 1521 und 1526 in Rimini. |
| 1524          | Cambridge            | England                                   | Robert Wakefield | (1)           | Robert Wakefield aus Cambridge, der ab 1522 in der Nachfolge Reuchlins in Tübingen Hebräisch lehrte, gab in Cambridge in seiner „Oratio de utilitate trium linguarum“ die früheste bekannte hebräische Passage in England bis zum Ende des 16. Jahrhunderts wieder. Der Druck erfolgte jedoch nicht mit beweglichen Lettern, sondern mit Holzblöcken. |
| 1525          | Trino                | Markgrafschaft Montferrat                 | Ein Sohn Avigdors von Padua | 1             | Ein Sohn des Avigdor von Padua druckte 1525 in Trino einen hebräischen Titel. |
| 1526–1599     | Lyon                 | Königreich Frankreich                     | Sante Pagnini, Antoine du Ry und Nachfolger | etwa 100      | Der aus Italien zugewanderte Dominikaner, Humanist und Drucker Sante Pagnini druckte erstmals 1526 in Lyon eine hebräische Grammatik. Bis zum Ende des Jahrhunderts wurden in Lyon etwa 100 hebräische Titel verlegt. |
| 1528          | Löwen                | Flandern                                  | Dirk Martens (Buchdrucker) | 1             | Der aus Aalst stammende Drucker Dirk Martens druckte für das Collegium Trilingue die Grammatik des Johannes Campensis (1528) und grammatische Tabellen des Dozenten Clenardus, die Tabula in grammaticen hebraeam (1529). |
| 1530          | Oels                 | Herzogtum Oels                            | Chajjim Schwarz und David ben Jonathan, Samuel sowie Ascher und Eljakim Helicz                                                                      | 2             | Chajjim Schwarz und David ben Jonathan besorgten in Oels den ersten hebräischen Druck durch Juden in Deutschland. Bereits 1533 verzog Schwarz nach Augsburg. In Oels folgten ihm 1534 die Gebrüder Helicz, die dort ein hebräisches Gebetbuch druckten. |
| 1533          | Leipzig              | Sachsen                                   | Melchior Lotther | 1             | Der zum Christentum konvertierte Jude Anthonius Margarita redigierte für seinen Paten Melchior Lotther 1533 einen „Psalterium hebraicum“. |
| 1534–1539     | Krakau               | Königreich Polen                          | Samuel-Ascher und Eljakim Helicz und Familie | Publikationen | Die zum Christentum konvertierten Gebrüder Helicz begründeten 1534 in Krakau die erste Buchdruckerei für jiddische Texte. |
| 1535-1558     | Zürich               | Alte Eidgenossenschaft                    | Christoph Froschauer | 4             | Christoph Froschauer druckte und verlegte mit hebräischen Lettern in Zürich 1535 eine mehrsprachige sowie 1546 eine hebräische und zwei jiddische Publikationen. Elieser Ben Naphtali Herz Treves beteiligte sich 1558 am Druck eines deutsch-hebräischen Psalters. Wiederholt verhinderte der Rat der Stadt Zürich im 16. Jahrhundert hebräische Publikationen. |
| 1537          | Orléans              | Königreich Frankreich                     | Thibaud Payen | 1             | Thibaud Payen fügte in einen Druck von 1537 ein hebräisches Alphabet und einige hebräische Wörter ein. |
| 1538          | Solingen             | Herzogtum Berg                            | Johannes Soter | 1             | 1538 druckte Johannes Soter, mit deutschem Nachnamen Heyl in Solingen einen viersprachigen Text von Johannes Eck mit hebräischen Passagen. |
| 1541–1542     | Isny                 | Freie Reichsstadt                         | Elijah Levita in Kommission | 7             | Elijah Levita brachte dem Reformator Paul Fagius die hebräische Sprache bei. Zusammen richteten sie in Isny eine Druckerei ein, die mehrere Titel, darunter ein hebräisch-lateinisch-deutsches Wörterbuch (1542), herausbrachte. |
| 1544          | Ichenhausen          | Herrschaft Roth                           | Chajjim Schwarz | 2             | Nach seinem wirtschaftlichen Scheitern in Ferrara ließ sich Chajjim Schwarz in Ichenhausen nieder, wo er zwei hebräische Druck besorgte. |
| 1544          | Konstanz             | Freie Reichsstadt                         | Elijah Levita in Kommission | 6             | Paul Fagius siedelte 1543 nach Konstanz über und setzte dort seine Zusammenarbeit mit Elijah Levita fort. |
| 1546          | Heddernheim          | Domkapitel Mainz                          | Chajjim Schwarz | 1             | Nach seinem wirtschaftlichen Scheitern in Ferrara ließ sich Chajjim Schwarz in Ichenhausen und in der Folge 1546 in Herddernheim nieder, wo er einen hebräischen Druck besorgte. |
| 1547–1599     | Lublin               | Königreich Polen                          | Chajjim Schwarz, Izaaks Chaims Sohn und Jozéf Jakar                                                                                                 | Publikationen | In Lublin starb 1548 der jüdische Buchdrucker Chajjim Schwarz, der 1547 den ersten hebräischen Druck in Lublin fertigte. Ab 1574 druckten und verlegten Izaaks Chaims Sohn und Jozéf Jakar in Lublin. |
| 1553–1599     | Genf                 | Alte Eidgenossenschaft                    | Robert Estienne | Publikationen | Robert Estienne, der bereits 1532 in Paris hebräische Lettern verwandte, druckte nach seiner Übersiedelung nach Genf 1556 eine lateinisch-hebräische Bibel. Trotz vergleichbar weniger Titel entwickelte sich Genf zu einem konstanten Verlagsort hebräischer Drucke. |
| 1554–1567     | Sabbioneta           | Herzogtum Sabbioneta                      | Johanes Isaa, Israel Zifroni | mehr als 10   | Mit Erlaubnis des Herzogs Vespasiano Gonzaga wurden in Sabbioneta zwischen 1554 und 1555 hebräische Texte publiziert. 1567 verlegte Israel Zifroni seine Druckerei nach Sabionetta. |
| 1554–1555     | Adrianopel           | Osmanisches Reich                         | Solomon und Joseph Jabez | 4             | Aufgrund eines Pestausbruchs in Saloniki wichen die Jabez-Brüder 1554 nach Adrianopel aus. Dort druckten sie bis in das Folgejahr vier Titel. |
| 1556–1576     | Cremona              | Republik Venedig                          | Vincenzo Conti, Salomon Bueno | mehr als 40   | Vincenzo Conti und seine Nachfolger druckten von 1556 bis 1576 in Cremona mehr als 40 hebräische Titel. |
| 1559–1561     | Tiengen              | Landgrafschaft Klettgau                   | Elieser Ben Naphtali Herz Treves | 6             | Elieser Ben Naphtali Herz Treves, dem die Erlaubnis für einen Talmuddruck in Zürich versagt wurde, druckte mit seinen Lettern sechs hebräische Publikationen vom Oktober 1559 bis zum März 1561 im nahegelegenen kleggauischen Tiengen. |
| 1562–1567     | Padua                | Republik Venedig                          | Samuel Boehm | 2             | Lorenzo Pasquato druckte mit seinem jüdischen Lektor Samuel Boehm in Padua 1562 und 1567 zwei hebräische Titel. |
| 1566–1583     | Antwerpen            | Spanische Niederlande                     | Christoffel Plantijn | 57            | 1566 druckte Christoffel Plantijn drei hebräische Bibeln in drei Formaten unter Nutzung Bomberg'scher Typen. 1572 bis 1573 druckte Plantin die berühmte Biblia Polyglotta, die den Bibeltext parallel in den fünf Sprachen Lateinisch, Griechisch, Hebräisch, Altsyrisch und Chaldäisch brachte. |
| 1568–1572     | Riva di Trento       | Erzbistum Trient                          | Jacob Marcaria | 44            | Zwischen 1558 und 1662 druckte der Arzt Jacob Macaria hebräische Titel mit Privileg des Kardinals Cristoforo Madruzzo in Riva di Trento. |
| 1578–1590     | Wittenberg           | Herzogtum Sachsen                         | Zacharias Kraft, J.Klug | 85            | Ab 1578 druckte und verlegte Zacharias Kraft mithilfe eines jüdischen Lektors 75 hebräische Schriften. |
| 1583–1585     | Freiburg im Breisgau | Vorderösterreich                          | Ambrosius I. Froben und Israel Sifroni | 6             | Ab 1583 druckte und verlegte Ambosius I. Froben in Zusammenarbeit mit Israel Sifroni drei hebräische sowie drei jiddische Werke. 1585 siedelte Sifroni nach Venedig über. |
| 1585–1599     | Leiden               | Republik der Sieben Vereinigten Provinzen | Christoffel Plantijn und Frans van Ravelingen | 18            | 1583 ließ sich Christoffel Plantijn als Drucker der Universität Leiden nieder. 1585 druckte er die 1580 in Paris erschienene hebräische Grammatik des Petrus Martinius, sein erster und einziger hebräischer Druck in Leiden. Sein Nachfolger und Schwiegersohn Frans von Ravelingen druckte in Leiden bis 1619 weitere 32 hebräische Titel. |
| 1586–1599     | Franeker             | Republik der Sieben Vereinigten Provinzen | Aegidius Radaeus | 10            | Aegidius Radaeus, als Drucker der Universität Franeker von 1586 bis 1615 aktiv, druckte bis zum Ende des 16. Jahrhunderts 10 hebräische Titel. |
| 1587–1599     | Hamburg              | Hansestadt Hamburg                        | Johann Sachse, Jacob Wolff, Ernst Jandeck | 17            | In Hamburg wurden bis 1599 von christlichen Buchdruckern 17 hebräische Drucke herausgegeben. |
| 1590–1597     | La Rochelle          | Königreich Frankreich                     | Jérôme Haultin | 4             | Eine christliche Officin in La Rochelle veröffentlichte zwischen 1590 und 1597 vier hebräische Drucke. |
| 1592-1594     | Thannhausen          | Grafschaft Thannhausen                    | Isaac Masia und Simon Levi | 2             | Zwischen 1592 und 1594 erschienen in der Thannhausener Druckerei des Isaac Masia und des Simon Levi der „Machsor“, ein jüdisches Gebetbuch, das in einem einzigen Exemplar in der Bibliothek von Oxford erhalten ist, und ein kleines Gebetbuch. Die Druckerei, die mit Unterstützung des Münchner Buchdruckers Adam Berg d. Ä. entstand, wurde nach einer Denunziation 1594 geschlossen. |
| 1594-1599     | Frankfurt (Oder)     | Mark Brandenburg                          | Andreas Eichorn, Friedrich Hartmann | 6             | Dem Universitätsdrucker Andreas Eichorn werden fünf hebräische Schriften zugeordnet. 1594 erhielt auch der Konkurrent Friedrich Hartmann das Privileg zum Druck hebräischer Bücher. |
| 1594-1595     | Verona               | Republik Venedig                          | Francesco dalle Donne | 5             | Francesco dalle Donne druckte von 1594 bis 1595 in Verona zwei hebräische und drei jiddische Bücher. |
| 1596          | Oxford               | England                                   | Joseph Barnes | 1             | Die ersten in England gedruckten Textpassagen mit beweglichen hebräischen Lettern finden sich in einer 1596 in Oxford erschienenen Ausgabe von Trauergedichten. |
| 1597          | London               | England                                   | Gabriell Simson | 1             | Die ersten in England gedruckten längeren Textpassagen mit beweglichen hebräischen Lettern finden sich in Hugo Broughtons Daniel his Chaldie visions and his Ebrew. |